# Günther von Bartensleben
Günther von Bartensleben (* 1405; † 1453) war Schlossherr auf der Wolfsburg und gemeinsam mit seinem Bruder Günzel und deren Vater Stifter der Marienkapelle in Alt-Wolfsburg, im direkten Umfeld des Schlosses.

## Leben
Von Bartensleben war der Sohn von Günzel VI. von Bartensleben und dessen Gemahlin Kunigunde Gans zu Putlitz. Sein Bruder war Günzel VII., Domherr zu Magdeburg, Halberstadt und Hildesheim sowie Propst von Salzwedel. Er war der Erbe der Wolfsburger Herrschaft, die von seinem Vorfahren Günzel und dessen Brüdern Burchard, Günther und Werner begründet wurde. Da sein Bruder Günzel ein geistliches Amt bekleidete, war es an ihm, für männliche Nachkommen zu sorgen. Er heiratete 1426 eine Tochter des Hauses von Bülow, mit der er einen Sohn Jakob und eine Tochter Kunigunde hatte. Nach dem Tode seiner Gemahlin nahm er 1434 Sophie von Alvensleben zur Frau. Aus dieser Ehe stammten weitere vier Kinder, Armgard, Busso, Hans und Gertrud.
Am 17. Juni 1434 waren die Brüder bei der Weihe der von ihnen und ihrem Vater gestifteten Marienkapelle durch einen Vikar des Bischofs von Halberstadt in Alt-Wolfsburg zugegen. Ihr Vater verstarb kurze Zeit später. Günther als Erbe der Herrschaft versprach vorsorglich seinem Lehnsherren, dem Herzog Heinrich von Braunschweig-Lüneburg sowie dem Rat der Stadt Braunschweig, ein Viertel der Wolfsburg, falls er selbst ohne einen Lehenserben sterben sollte. Dies trat nicht ein und seine drei Söhne setzten die Linie fort. Sein Grabstein befindet sich in der Bartensleben-Kapelle des Klosters zu Marienthal.